# Remote Control Productions (Spielesoftwareunternehmen)
Die Remote Control Productions GmbH (rcp) ist ein in München ansässiges und international tätiges Unternehmen für Unterhaltungssoftware. RCP besteht aus einem Netzwerk von 450 Mitarbeitern und 15 Spielefirmen. Dazu gehören Unternehmen in Deutschland, Österreich, Finnland und Pakistan.
Remote Control Productions ist Gründungsmitglied des Games Bavaria Munich e. V.

## Geschichte
Im September 2008 wurde die Umbenennung von ML Enterprises in Remote Control Productions vollzogen.
RCP ist Mitbegründer von Brightside Games (2010), Wolpertinger Games (2010), it Matters Games (2012). Es folgten weitere Zusammenschlüsse mit TG Nord (2012), stillalive studios (2012) und Zeitland (2012). GamesInFlames ist seit 2010 Remote Control Productions‘ eigenes Publishing-Unternehmen.
Ende 2014 gründete rcp die auf Gamification und Serious Games spezialisierte Tochtergesellschaft GAMIFY now!. Seit 2014 und 2015 gehören auch die österreichischen Entwickler DoubleSmith, REDOX Labs und das Nürnberger Entwickler-Studio NeoBird zu rcp.
Anfang 2016 expandierte Remote Control Productions nach Kotka, Finnland.
Im Mai 2020 fand das erste European Games BizDev Gathering (EGBG) statt, eine zweitägige Online-Matchmaking-Veranstaltung, die durch die gemeinsamen Initiative von der EGDF, Remote Control Productions GmbH und Reboot (Digitalna Avantura Ltd.) organisiert wurde.

## Produzierte Spiele
Zusammen mit stillalive studios wurde im Mai 2013 eine Crowdfunding-Kampagne für das Spiel Son of Nor auf der Plattform Kickstarter abgeschlossen.
Im Juni 2014 folgte ein Co-Produktion zusammen mit Entwickler Chimera Entertainment und Partner Rovio Entertainment das Angry-Birds-Spiel Angry Birds Epic. Das Mobile-RPG, das auf der Angry-Birds-Marke basiert, wurde weltweit mehr als 50 Millionen Mal heruntergeladen.

## Auszeichnungen
| Award        | Kategorie | Jahr | Spiel           | Team            |
| ------------ | --------- | ---- | --------------- | --------------- |
| ICT Showroom | Best Game | 2015 | Lemming Dynasty | Rockodile Games |